# 大きな政府
大きな政府（おおきなせいふ、英: big government）とは、政府が積極的に市場へ介入することで経済を安定させ、所得格差を是正しようとする思想または政策である
。主にスウェーデン・デンマークといった福祉国家がこれに該当し、広義の社会民主主義や国家資本主義などに立している。

## 概要
市場への介入により政府の財政支出が増えるため、税金や社会保障費などの国民負担率が高くなり、計画経済志向の福祉国家となる傾向がある。また完全雇用を重視する反面、個人の様々な自由への制約や規制・官僚・国家運営コスト（政府支出）の肥大化、更には保護貿易に繋がり易い政策に走りがちになる。行政府の一形態であり、政府が直接的に経済を操作する（自主管理社会主義を除いた）共産主義とは若干ニュアンスが異なっている。
「大きな政府」では、高福祉・高負担・社会的義務などを元に、歳出の策定や高負担税率はもちろん、巨大事業の国有化、企業活動に対する規制強化なども含まれる。公共事業のインフラストラクチャー投資強化（失業者の救済、地方経済の救済という側面も持つ）といった施策もとる。
混合経済と混同される事があるが、そもそも混合経済とは「小さな政府の大きな政府化」の他に「大きな政府の小さな政府化」（国家による政治経済統制の緩和化、高福祉政策の見直しや撤廃）の意味も含んでおり、同一とするのは適切ではない。

## 特徴
予算における歳入・歳出の大きさは「政府の大きさ」を意味する。所得・資産が多い者は税負担が大きい割りに政府からの見返りが小さいため「小さな政府」を支持するが、逆に所得・資産が少ない者は税負担が小さい割りに政府からの見返りが期待できるため「大きな政府」を支持するとされている。ただし、富者・貧者ともに税金が無駄に使われたり、不公平に分配されたりすることは望まないため、税金の徴収方法や使い道が不公平・非効率であれば財政に不満を抱く者が多くなるとされている。
「大きな政府」の弊害としては、
1. 行政サービスの運営が非効率になる点
2. 行政サービスを支えるために必要な相応の負担が認知されず、国民に必要以上に要求される点

挙げられる。
大きな政府の問題の1つは、利権を得る人たち（省庁）が増えるということであり、そこに群がる政治家・業者が増えることである。
「大きな政府」と「小さな政府」の間で、どのあたりが望ましいのか、つまり政府の最適規模を見つけることは不可能であるとされている。

## 21世紀における傾向
シャルリー・エブド襲撃事件やパリ同時多発テロ事件などテロリズムの脅威を前にして防衛予算の拡大の必要性が高まっている。
2013年時点でのフランスにおける防衛省スタッフの数は軍人と民間人あわせて28万人であった。ニコラ・サルコジがフランス大統領だった時期にはフランス国防省の職員数5万4千人を削減することが決定していた。そして2013年にフランソワ・オランドが更なる2万4千人の国防省人員削減を決めた。
2015年11月、パリでのテロ発生から間もなく、オランド政権が2019年までに予定されていた防衛費削減をキャンセルしてISILを打ち砕く決定を下した。防衛予算は拡大され、少なくとも17000人が採用され、そのうち5000人が警官、2500人が刑務所勤務となる。テロリズムによって観光産業が打撃をうけるが、その防衛支出増によってその打撃を緩和できると考えられている。
イタリアもテロ対策として政府支出を若干増やしつつある。パリでのテロ事件を踏まえ、治安を守るため20億ユーロ相当の追加支出を決めた。そのうちの約10億ユーロは治安維持に、残りは文化保持に使われる。マッテオ・レンツィによれば、テロリストは彫刻や本など文化を破壊してくるためそれを守る必要があるという。
これに伴いイタリアの18歳には一人当たり約530ドル相当が給付され、コンサートや劇場でそのお金を使うことになる。
中野剛志は20世紀後半以降は「大きな政府」の時代になっており、リーマン・ショック後の日本はさらに大きな政府にならざるを得ないとしている。デフレ脱却後、インフレに転じたら、通常の経済に戻ればいいが、世界中がデフレになりかけている場合はそれすら難しい可能性があるとしている。また、今（2011年）やるべきことは日本国外が日本の市場や資本を取りに来るのでこれをディフェンスすること、外需を奪い合う帝国主義的な争いに巻き込まれないように、ケインズ経済学的に内需を拡大することであるとしている。